# رابطة المعلمين الوطنية النيبالية
جمعية المعلمين الوطنية النيبالية (بالإنجليزية: Nepal National Teachers Association)‏ (NNTA) هي منظمة نقابات المعلمين في نيبال . تأسست نقابة المعلمين الوطنية عام 1979، وتم تسجيلها بموجب قانون التعليم في ذلك الوقت، وأصبحت نقابة عمالية. ويبلغ عدد أعضائها حاليا أكثر من 70 ألف عضو. أقامت جمعية المعلمين علاقات دولية وهي أول عضو في WCOTP من نيبال، وعضو مؤسس في الاتحاد العالمي للنقابات (التعليمية الدولية (EI)). كما أن جمعية المعلمين تابعة أو لديها علاقات عمل مع النقابات العمالية والمنظمات المهنية في نيبال وفي جميع أنحاء العالم. تتمتع جمعية المعلمين بعلاقة مخلصة مع الحزب الشيوعي النيبالي (الماركسي اللينيني الموحد).
انعقد المؤتمر الوطني العام الثاني عشر لجمعية المعلمين الوطنية النيباليةفي الفترة من 30 إلى 31 مايو 2018. تم انتخاب لجنة عمل مركزية مكونة من 33 عضو في المؤتمر. انتخب المجتمعون لاكشمان شارما رئيسًا لـ NNTA.